# Karl von Einem
Karl Wilhelm George August Gottfried von Einem (Herzberg am Harz, 1. siječnja 1853. – Mülheim, 7. travnja 1934.) je bio njemački general i vojni zapovjednik, te pruski ministar rata u razdoblju prije Prvog svjetskog rata. Tijekom Prvog svjetskog rata zapovijedao je 3. armijom na Zapadnom bojištu.

## Obitelj
Karl von Einem rođen je 1. siječnja 1853. godine u aristokratskoj obitelji. Sin je Georga Augusta Einema, inače konjičkog satnika, te Julie Einem rođene Hedermann. Stariji je brat Ernsta von Einema koji je tijekom rata zapovijedao 1. landverskom divizijom. U rujnu 1877. oženio se s Marie Amalie Auguste Rothmaler, kćerkom generala pješaštva Louisa von Rothmalera i njegove druge žene Charlotte von Lanegis, s kojom je imao tri sina. Kako obitelj Rothmaler nije imala muških potomaka, dobio je dozvolu da, uz svoje, nosi i prezime Rothmaler.

## Vojna karijera
Einem srednju školu pohađa u Celleu i Hildesheimu. Kadetsku školu pohađa u najprije u Bensbergu, te potom u Berlinu. U prusku vojsku stupio je u kolovozu 1870. služeći u 2. hannoverskoj ulanskoj pukovniji. Sudjeluje u Prusko-francuskom ratu u kojem je odlikovan Željeznim križem. Nakon rata služi kao pobočnik u 2. hannoverskoj ulanskoj pukovniji i to do listopada 1876. kada je premješten u 8. konjičku brigadu smještenu u Erfurtu. U studenom 1877. promaknut je u čin poručnika, nakon čega od svibnja 1880. služi u Glavnom stožeru. U rujnu 1882. dostiže čin konjičkog satnika, da bi mjesec dana nakon toga, u listopadu, bio raspoređen u stožer XV. korpusa smještenog u Strasbourgu. Na tom mjestu nalazi se iduće dvije godine, do listopada 1884., kada postaje zapovjednikom satnije u 14. dragunskoj pukovniji koja se nalazila u Colmaru. Potom od siječnja 1887. ponovno obnaša dužnost stožernog časnika u XV. korpusu, da bi u listopadu 1888. bio promaknut u čin bojnika. Od srpnja 1890. raspoređen je ponovno u Glavni stožer gdje se nalazi na službi do srpnja 1893. kada je imenovan zapovjednikom 4. pukovnije. Iduće, 1894. godine u siječnju dostiže čin potpukovnika, da bi u listopadu 1895. postao načelnikom stožera u VII. korpusu. 
U ožujku 1897. Einem je promaknut u čin pukovnika, da bi u listopadu iduće 1898. godine postao načelnikom općeg odjel pruskog ministarstva rata. U tom svojstvu sudjeluje u organizaciji njemačkih ekspedicijskih snaga koje su tijekom Bokserskog ustanka upućene u Kinu. U travnju 1900. unaprijeđen je u čin general bojnika, da bi tri godine poslije, u travnju 1903., dostigao čin general poručnika. U lipnju te iste godine imenovan je pruskim ministrom rata. Kao ministar rata modernizira prusku vojsku posebice topništvo. Također, u vojnu uporabu uveo je strojnice, kao i karakteristične sive uniforme. U rujnu 1907. promaknut je u čin generala konjice. Dužnost pruskog ministra rata obnašao je do rujna 1909. kada ga je na tom mjestu zamijenio Josias von Heeringen. Postaje zapovjednikom VII. korpusa na kojem mjestu dočekuje i početak Prvog svjetskog rata.

## Prvi svjetski rat
Einem je Prvi svjetski rat dočekao s činom generala konjice i kao zapovjednik VII. korpusa koji je bio u sastavu njemačke 2. armije. S VII. korpusom sudjeluje u opsadi Liegea i Prvoj bitci na Marni. Poslije bitke na Marni 12. rujna 1914. godine zamjenjuje generala Maxa von Hausena na mjestu zapovjednika 3. armije kojom je zapovijedao do kraja rata. 
Njemačka 3. armija držala je front u francuskoj pokrajini Champagne, te je Einem tri mjeseca nakon što je imenovan zapovjednikom iste morao suzbiti francusku ofenzivu. Francuska ofenziva u Prvoj bitci u Champagni koja je trajala od 20. prosinca 1914. do 17. ožujka 1915. godine imala je u početku određeni uspjeh, ali je Einem uspio odbiti francuski napad i zadržati njemačke linije, te nanijeti gubitke Francuzima od 240.000 ljudi izbačenih iz stroja. Za navedena postignuća 27. siječnja 1915. godine unaprijeđen je u general pukovnika, te je 16. ožujka 1916. primio orden Pour le Mérite.
U jesen 1916. francuska ofenziva je obnovljena u Drugoj bitci u Champagni. Ovaj put su 52 francuske divizije pokušale probiti njemačke linije, ali je Einem pravilno predvidio glavni pravac francuskog napada, te ga je uspio odbiti uz intenzivnu uporabu topništva. Dio ratišta koji je držala 3. armija bio je tijekom 1916. godine relativno miran s obzirom na to da se težište borbi prenijelo na Verdun i Sommu. Početkom 1917. godine Einemova 3. armija bila je krajnjem dijelu rasporeda njemačkih snaga koje je napala francuska 4. armija u Drugoj bitci na Aisnei. Einemova 3. armija sudjelovala je i u Ludendorffovoj Proljetnoj ofenzivi. Treća armija nije sudjelovala u prva četiri njemačka napada, ali je sudjelovala u petom u kojem je zajedno s 1. armijom u Drugoj bitci na Marni pokušala opkoliti Reims i tako ojačati njemački položaj. Einemova 3. armija je napadala istočno od Reimsa, ali je njezin napad odbila francuska 4. armija.
Njemačka 3. armija u početku nije bila predmet savezničke Ofenzive od 100 dana. Međutim, u rujnu 1918. godine napale su je Američke ekspedicijske snage, te je pretrpjela velike gubitke i prisiljena na povlačenje. Einemova 3. armija morala se povući oko 12 km u prvih pet dana ofenzive, te je zauzela položaje najprije na rijeci Aisne, a nakon toga na rijeci Meuse. Na kraju rata, 10. studenog 1918. godine Einem je dobio zapovjedništvo nad Grupom armija prijestolonasljednika Vilima koja je preimenovana u Grupu armija B, te je nadgledao njenu demobilizaciju i povratak vojnika u domovinu.

## Poslije rata
Nakon povratka u Njemačku, Einem je u siječnju 1919. umirovljen. U listopadu 1931. sudjelovao je u osnivanju Harzburškog fronta, te je tijekom 1933. i 1934. predsjedavao monarhističkom organizacijom Konfederacija uspravnih (Bund der Aufrechten). Zadnjih godina živio je u Mülheim an der Ruhru gdje je i preminuo 7. travnja 1934. godine u 82. godini života. Na državnom pogrebu koji je održan 11. travnja prisustvovao je kao izaslanik cara Vilima njegov sin Oscar. Bili su nazočni i zapovjednik Gardijskog korpusa Karl von Plettenberg, kao i feldmaršal August von Mackensen, dok je predsjednik Republike Paul von Hindenburg poslao vijenac.

## Vanjske poveznice
(eng.) Karl von Einem na stranici First World War.com

(eng.) Karl von Einem na stranici Historyofwar.com

(eng.) Karl von Einem na stranici Prussianmachine.com

(njem.) Karl von Einem na stranici Deutsche-biographie.de

(njem.) Karl von Einem na stranici Deutschland14-18.de
| Prethodnik:    | Zapovjednik 3. armije Karl von Einem | Nasljednik: |
| Max von Hausen | Zapovjednik 3. armije Karl von Einem | nitko       |